# عباس مهدي
عباس مهدي هو سياسي عراقي شغل مناصب وزارية مختلفة خلال العهد الملكي في العراق، ولد عام 1898 وتوفي عام 1961.
شغل منصب وزير المعارف في وزارة ناجي شوكت عامي 1932 و1933 وزير الاقتصاد والمواصلات في وزارة جميل المدفعي الثانية عام 1934 ووزير العدلية في وزارة جميل المدفعي الرابعة، كما شغل منصب وزير الخارجية بالوكالة في الوزارة ذاتها لمدة يومين لحين تعيين توفيق السويدي في يوم 19 آب 1937، لكنه استلم منصبه يوم 9 تشرين الأول 1937، عندما عاد إلى العراق.
وخلال شغله منصب وزير الاقتصاد والمواصلات عام 1934 كان له دور في الشروع بإنشاء مشروع الغرف وسدة الكوت.
كان وزيرا مفوضا في طهران، ثم انتقل إلى الاتحاد السوفيتي عام 1945، ويعد عباس مهدي أول وزير مفوض أو سفير للعراق في موسكو، إذ عُيّن في المنصب بتاريخ 13 كانون الأول 1945، وقد قابل ستالين بتاريخ 13 كانون الأول 1945 وبقي في موسكو إلى عام 1947.

## كتب عنه
قدم الأستاذ محمد عبود الساعدي في قسم التاريخ بكلية التربية في الجامعة المستنصرية عام 2013 رسالة ماجستير بعنوان: «عباس مهدي ودوره السياسي في العراق حتى عام 1961»